# Bang Na Expressway
Bang Na Expressway (nombre completo: Bang Na - Bang Pli - Bang Pakong Expressway y oficialmente Burapha withi Expressway (en tailandés: ทางพิเศษบูรพาวิถี) es un viaducto, autopista elevada, de 54 km de longitud y de seis carriles de anchura ubicada en la ciudad de Bangkok, en Tailandia. Se trata de una autopista de peaje que discurre paralela y por encima de la ruta de la Carretera Nacional 34 (Carretera Bang Na-Bang Pakong).
Este gigantesco proyecto constituye un importante eslabón en el sistema de transporte que rodea Bangkok y desempeña un papel fundamental en el desarrollo comercial del sureste de Tailandia. La solución de diseño fue utilizar elementos prefabricados segmentados, vano por vano. Las vigas cajón se hormigonaron y postensaron in situ con juntas secas y tensores longitudinales externos.
La Bang Na Expressway se construyó a lo largo de toda su longitud y las medianas exteriores de la autopista 34 donde por contrato el tráfico debe fluir sin interrupción a una velocidad de 80 km/h (50 millas por hora).
Es el viaducto automovilístico más largo del mundo, aunque es superado por varios de tráfico ferroviario.

## Localización
Esta carretera se encuentra al sureste de Bangkok. Une el centro de la ciudad con el segundo aeropuerto internacional de Bangkok, el Aeropuerto Internacional Suvarnabhumi, el puerto de aguas profundas Laem Chabang y la región industrial de la costa este.
La autopista Burapha Withi tiene una ruta que comienza al final de la autopista Bang Na-At Narong. (Sistema de Autopistas de Tercera Etapa, Línea Sur, Sección S1) en el área del distrito de Bangna Bangkok usando la isla en medio de Debaratana Road, dirigiéndose hacia el este hacia la provincia de Samut Prakan, pasando por el distrito de Bang Phli, cruzando con Kanchanapisek Road, pasando por el distrito de Bang Sao Thong, el distrito de Bang Bo, luego ingresando a la provincia de Chachoengsao, pasando por el distrito de Bang Pakong, cruzando el río Bang Pakong y termina en el Distrito de Mueang Chonburi, Provincia de Chon Buri.

## Descripción

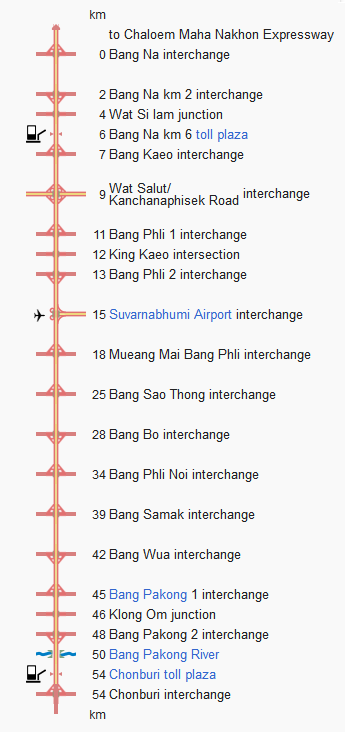
Esquema de la autopista.

El eje principal es de 55 km de largo y ocupa un tablero a una altura de 18,60 m. Se trata de un viaducto basado en  vigas cajón, cada una de 27 m de ancho, con una longitud media entre los tramos de 41.85 m. Las rampas y cruces representan una longitud total adicional de 40 km. 
La autopista de Bang Na es un viaducto de vigas cajón, un puente elevado formado por numerosos vanos pequeños. Cada vano contiene vigas huecas en forma de cajón, de ahí su nombre. Las vigas cajón tienen un vano de 27.20 m y una altura de 2.60m. 
Sin embargo, cuando se anunció este proyecto en 1995, no estaba del todo claro cómo sería el puente definitivo. La Autoridad de Autopistas y Tránsito Rápido de Tailandia necesitaba construir la estructura rápidamente para descongestionar el tráfico. Por ello, encargaron a los constructores lo que se conoce como un contrato de diseño y construcción.
Los tableros de la autopista están soportados por pórticos centrales en forma de una H esbelta de 16 m de altura, con los brazos de la H de la parte superior ensanchados para servir de apoyo a las vigas cajón que soportan la anchura de la Expresway, y también la parte inferior de la H se apoya en la cimentación. El pórtico central en H está en la mediana de la autopista subyaciente 34. El esquema de pórtico más viga cajón se repite a lo largo de la Bang Na Expressway para sostener cada uno de los tableros que la conforman. Cuando son necesarias rampas de acceso para salir o entrar en la Expressway, con carriles de incorporación o salida, se instalaron además en los laterales de esta autopista subyaciente dos columnas laterales de apoyo que soportan los extremos externos de la autopista más las rampas de acceso. En ese caso se modifica el pórtico en H y se utilizan las vigas cajones, pero por debajo de ellas se instalan otras vigas adicionales adaptadas.
La autopista tiene 36 rampas, todas elevadas, incluidas 10 rampas que conducen a los principales intercambiadores. Las 26 rampas típicas están situadas simétricamente de dos en dos y conducen desde el puente de la autopista existente. La ampliación de la estructura de la línea principal para carriles de aceleración y desaceleración, se realizó mediante múltiples vigas cajón conectadas apoyadas en pórticos prefabricados.
El espacio existente entre el viaducto y la autopista subyacente (carretera 34) permite la existencia de rampas en U elevadas, pero por debajo del viaducto.
En 2000, el Libro Guinness de los récords mundiales clasificó a la autopista Burapha Withi como el puente más largo del mundo. Pero este récord fue superado en 2008 por el puente Weinan-Weihe en China, un puente ferroviario de alta velocidad. La autopista Burapha Withi es actualmente el sexto puente más largo del mundo, las posiciones 1 a 5 son puentes ferroviarios. Como resultado, la Autopista Burapha Withi todavía tiene la posición del puente de carretera más largo del mundo.

## Construcción
La autopista de Bang Na fue construida por un consorcio de tipo joint venture, BBCD, constituido por las empresas Bauaktiengesellschaft Bilfinger et Berger de Alemania y Ch. Karnchang Plc, de Tailandia.
Iniciada en 1995, los trabajos se completaron en 2000 y se abrió al público en febrero de 2000.  La construcción del puente demandó 1,8 millones de metros cúbicos de hormigón. Inicialmente el contrato preveía una duración de la ejecución de 3 años y medio.
El diseño de la estructura fue realizado por las oficinas de Jean Muller International ubicada en San Diego, Estados Unidos.
Dos estaciones de peaje están posicionadas en esta estructura elevada, donde se ensancha para dar cabida a doce carriles.
Básicamente, la estructura se divide en ocho partes, cada una de las cuales representa una fase de la construcción. Al tratar toda la estructura como ocho proyectos, y no como uno solo, se pudo iniciar la construcción de la primera sección del puente mientras se seguían diseñando y trazando las siguientes. El contrato de diseño y construcción significó literalmente que el puente se construía y diseñaba simultáneamente.
La ciudad de Bangkok está situada en el delta del río Chao Phraya. El suelo subyacente puede clasificar como un modelo de tres capas,
a saber, arcilla blanda, arcilla dura y arena. Por lo tanto, era necesario transferir todas las cargas a la capa de arena. Para el proyecto de la Bang Na Expressway, se utilizaron pilotes prefabricados de 800 mm (31,5 pulg.) de diámetro, con un espesor de pared de 120 mm (4,5 pulg.). En general, los pilotes tienen 30 m (98 ft) de longitud. Se componen de dos secciones soldadas para garantizar la transferencia y compresión de las cargas.
La construcción prefabricada por segmentos, vano por vano, utilizando juntas secas, es particularmente ventajosa en la producción en serie cuando un número limitado de elementos estructurales se reproducen muchas veces. El ritmo de construcción es mucho más rápido que el de cualquier otro método de construcción comparable. Además, se garantiza un producto de muy alta calidad. La planificación de un proyecto industrializado de producción en serie debe abarcar todas las fases del proceso, es decir, la planificación de la producción, la entrega de materiales, la producción propiamente dicha, el almacenamiento, el transporte y el montaje de los segmentos. Los medios de producción necesarios forman una proporción fija. La producción equivale a aumentar todas las partes de la operación al mismo ritmo. Por lo tanto, el proceso de planificación y su adaptación a un entorno cambiante.